# Liste der Biografien/Scheu
Liste der Biografien |
Portal Biografien |
Personensuche
# |
A |
B |
C |
D |
E |
F |
G |
H |
I |
J |
K |
L |
M |
N |
O |
P |
Q |
R |
S |
T |
U |
V |
W |
X |
Y |
Z |
?
 
Sa |
Sb |
Sc |
Sd |
Se |
Sf |
Sg |
Sh |
Si |
Sj |
Sk |
Sl |
Sm |
Sn |
So |
Sp |
Sq |
Sr |
Ss |
St |
Su |
Sv |
Sw |
Sy |
Sz
 
Sca–Sce |
Sch |
Sci–Scz
 
Scha |
Schc |
Schd |
Sche |
Schg |
Schi |
Schj |
Schk |
Schl |
Schm |
Schn |
Scho |
Schp |
Schr |
Schs |
Scht |
Schu |
Schv |
Schw |
Schy
 
Scheb |
Schec |
Sched |
Schee |
Schef |
Scheg |
Scheh |
Schei |
Schej |
Schek |
Schel |
Schem |
Schen |
Schep |
Scher |
Sches |
Schet |
Scheu |
Schev |
Schew |
Schex |
Schey
Die Liste der Biografien führt alle Personen auf, die in der deutschsprachigen Wikipedia einen Artikel haben. Dieses ist eine Teilliste mit 304 Einträgen von Personen, deren Namen mit den Buchstaben „Scheu“ beginnt.

## Scheu
- Scheu Close, Elizabeth (1912–2011), österreichisch-US-amerikanische Architektin
- Scheu, Achim (* 1971), deutscher Hörfunkmoderator und freier Journalist
- Scheu, Adolf (1907–1978), deutscher Politiker (SPD), MdB
- Scheu, Andreas (1844–1927), österreichischer Politiker; Pionier der Arbeiterbewegung
- Scheu, David (1947–2017), deutscher Fußballspieler
- Scheu, Erwin (1886–1981), deutscher Geograph
- Scheu, Fidelis (1780–1830), deutsch-böhmischer Arzt und Balneologe
- Scheu, Friedrich (1864–1945), deutscher Landwirt und Politiker (DDP), MdL
- Scheu, Friedrich (1905–1985), österreichischer Journalist
- Scheu, Georg (1879–1949), deutscher Rebzüchter und Winzer
- Scheu, Gerhard (* 1943), deutscher Politiker (CSU), MdB
- Scheu, Gustav (1875–1935), Rechtsanwalt in Wien und kurze Zeit auch Wiener Stadtpolitiker
- Scheu, Hans-Reinhard (* 1941), deutscher Hörfunkreporter
- Scheu, Heinrich (1845–1926), österreichischer Sozialdemokrat, Publizist und Xylograph
- Scheu, Hugo (1845–1937), deutscher Gutsbesitzer und Mäzen
- Scheu, Josef Franz Georg (1841–1904), österreichischer Komponist
- Scheu, Just (1903–1956), deutscher Komponist, Filmschauspieler, Moderator und Bühnenautor
- Scheu, Leo (1886–1958), österreichischer Maler, Grafiker und Eisläufer
- Scheu, Ludwig (1830–1880), deutscher Architekt und Münsterbaumeister in Ulm
- Scheu, René (* 1974), Schweizer Publizist und Übersetzer
- Scheu, Robert (1873–1964), österreichischer Jurist, Journalist, Schriftsteller
- Scheu, Robin (* 1995), deutscher Fußballspieler
- Scheu, Stefan (* 1959), deutscher Biologe mit dem Spezialgebiet Bodenökologie
- Scheu, Thomas (* 1962), deutscher BodybuilderThomas Scheu (* 1962)

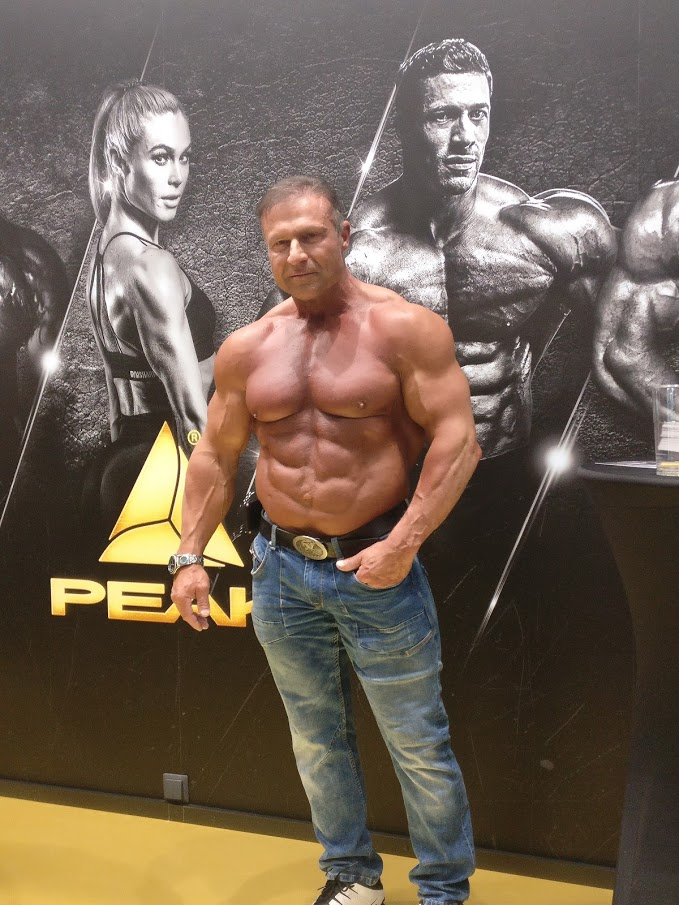
Thomas Scheu (* 1962)

- Scheu, Ursula (1943–2019), deutsche Psychologin und Autorin
- Scheu, Werner (1910–1989), deutscher Arzt, SS-Untersturmführer und Kriegsverbrecher
- Scheu, Willi (1910–1998), deutscher Zahnarzt und Mainzer Fastnachter
- Scheu-Riesz, Helene (1880–1970), Lyrikerin, Erzählerin, Übersetzerin und Herausgeberin

### Scheub
- Scheub, Harold (1931–2019), US-amerikanischer Afrikanist
- Scheub, Ute (* 1955), deutsche Publizistin, Politologin und Autorin
- Scheuba, Florian (* 1965), österreichischer Schauspieler, Kabarettist, Buchautor, Kolumnist und ModeratorFlorian Scheuba (* 1965)

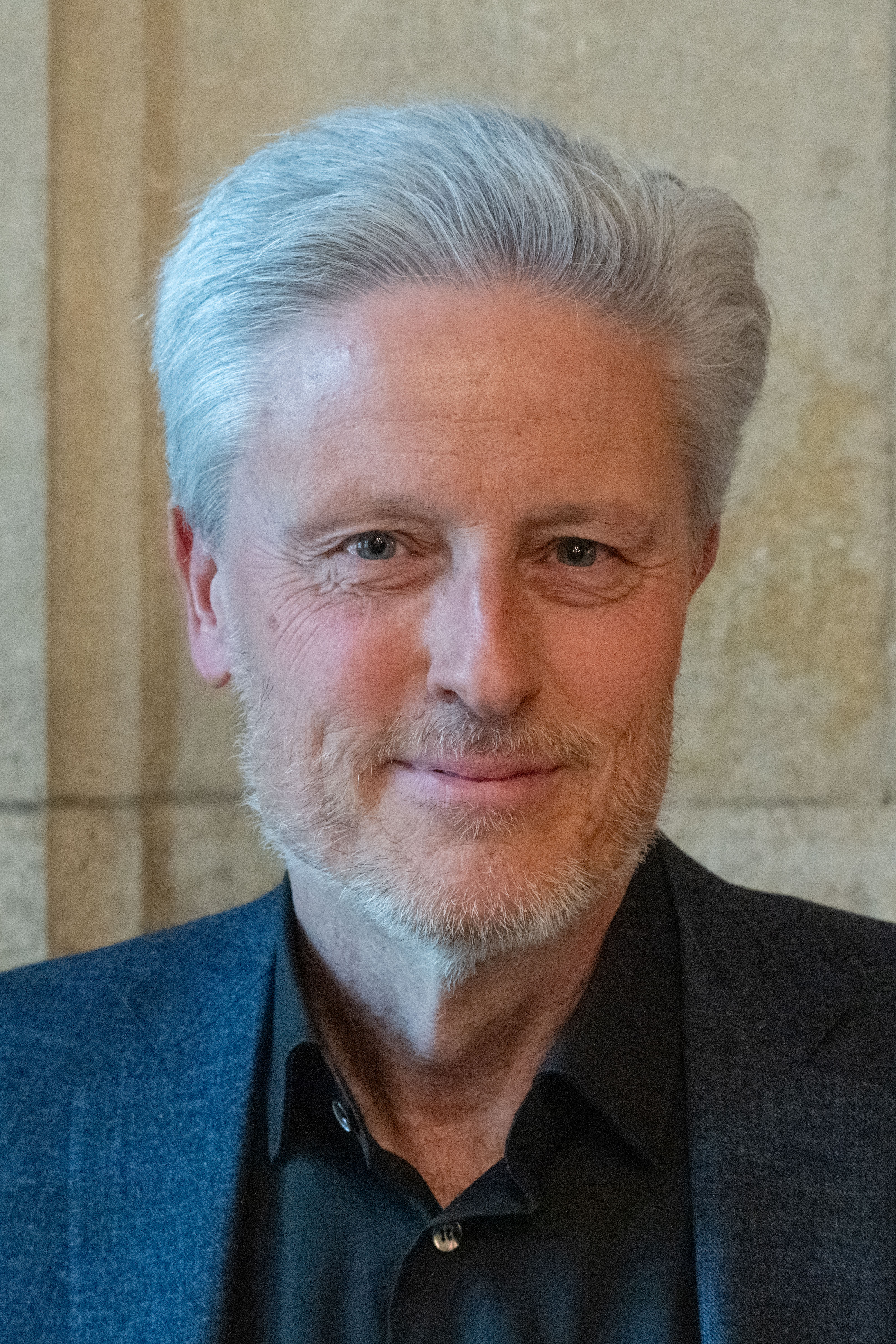
Florian Scheuba (* 1965)

- Scheuba, Katharina (* 1993), österreichische Schauspielerin
- Scheube, Heinrich Botho (1853–1923), deutscher Mediziner, Hochschullehrer, Ainu-Forscher
- Scheubeck, Egon (1931–2006), deutscher Maschinenbauingenieur, Manager und Universitätsstifter
- Scheubel II., Johann Joseph (1686–1769), fränkischer Maler, Hofmaler und Kammerdiener
- Scheubel, Franz (1899–1976), deutscher Diplomingenieur und Hochschullehrer für Luftfahrtforschung und Maschinenbau
- Scheubel, Johann (1494–1570), deutscher Mathematiker
- Scheubel, Johann Joseph I. († 1721), fränkischer Maler
- Scheubel, Johann Joseph III. (1733–1801), fränkischer Maler, Hofmaler und Kammerdiener
- Scheuber, Christian (1960–2021), deutscher Jazzmusiker (Schlagzeug, Komposition)
- Scheuber, Jakob (1864–1949), Schweizer Politiker
- Scheuber, Josef (1881–1961), Schweizer Geistlicher und Pädagoge
- Scheuber, Josef Konrad (1905–1990), Schweizer Geistlicher und Kinder- und Jugendbuchautor
- Scheuber, Konrad (1481–1559), Schweizer Landammann, Richter und Eremit
- Scheuberin, Helena, österreichisches Opfer der Hexenverfolgung
- Scheuble, Bernhard (* 1953), deutscher Manager
- Scheuble, Julius (1890–1964), deutscher Verwaltungsbeamter, erster Präsident der Bundesanstalt für Arbeit
- Scheublein, Aquilin (1888–1960), deutscher Verwaltungsjurist und Landrat
- Scheublein, Bernhard (1906–1994), deutscher Eishockeyspieler und Vorstand der Paulaner-Salvator-Thomas-Brauerei
- Scheubner-Richter, Max Erwin von (1884–1923), deutscher Diplomat und eine Führungsfigur in der Frühphase der NSDAPMax Erwin von Scheubner-Richter (1884–1923)

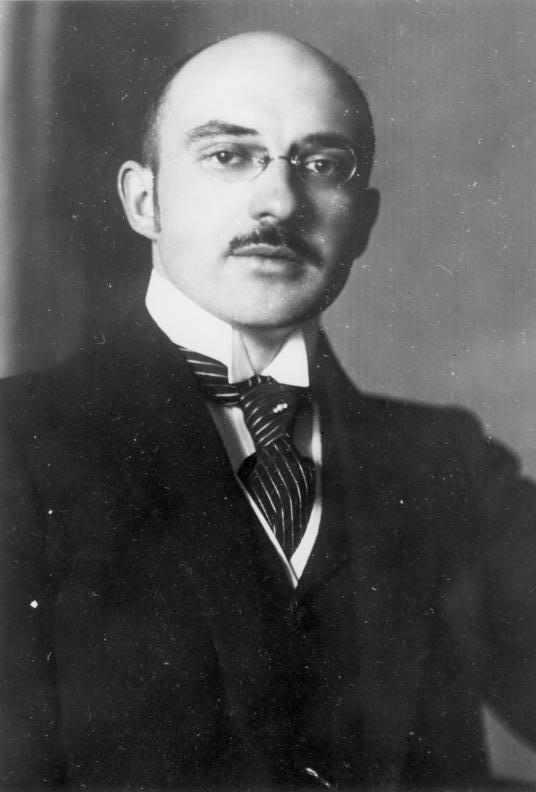
Max Erwin von Scheubner-Richter (1884–1923)

### Scheuc
- Scheuch, Clemens (* 1980), deutsch-schweizerischer Musikverleger
- Scheuch, Erwin (1928–2003), deutscher Soziologe
- Scheuch, Georg Wilhelm (1798–1872), deutscher Postmeister und Abgeordneter
- Scheuch, Gerhard (* 1955), deutscher Physiker und Aerosolwissenschaftler
- Scheuch, Heimo (* 1966), österreichischer Manager
- Schëuch, Heinrich (1864–1946), deutscher General der Infanterie sowie preußischer Kriegsminister
- Scheuch, Klaus (* 1942), deutscher Arbeitsmediziner, Stressforscher sowie Ordinarius für Arbeitsmedizin an der TU Dresden
- Scheuch, Kurt (* 1967), österreichischer Politiker (BZÖ, FPÖ Kärnten), Landtagsabgeordneter, Abgeordneter zum Nationalrat, Mitglied des Bundesrates
- Scheuch, Leonhard (* 1938), schweizerisch-deutscher Musikverleger
- Scheuch, Manfred (1929–2016), österreichischer Journalist, Historiker und Autor
- Scheuch, Ottmar (* 1954), deutscher Fußballspieler
- Scheuch, Robert (1896–1974), österreichischer Politiker (VdU, FPÖ), Abgeordneter zum Nationalrat
- Scheuch, Uwe (* 1969), österreichischer Landwirt und Politiker (BZÖ, FPÖ), Landtagsabgeordneter, Abgeordneter zum Nationalrat, verurteilter Straftäter
- Scheuch-Paschkewitz, Heidemarie (* 1959), deutsche Politikerin, MdL
- Scheuch-Vötterle, Barbara (* 1947), deutsche Verlegerin
- Scheuchenpflug, Peter (* 1965), deutscher Theologe
- Scheuchenstuel, Carl von (1792–1867), österreichischer Bergbeamter und Politiker
- Scheuchenstuel, Viktor von (1857–1938), österreichischer Offizier
- Scheucher, Blasius (1911–1962), österreichischer Politiker (ÖVP); Vizebürgermeister von Klagenfurt
- Scheucher, Harald (* 1940), österreichischer Politiker
- Scheucher, Paul (* 1999), österreichischer Mittel- und Langstreckenläufer
- Scheucher, Philipp (* 1993), österreichischer Pianist
- Scheucher, Philipp (* 2001), österreichischer Fußballspieler
- Scheucher, Reinhold (1937–2009), österreichischer Politiker (SPÖ), Abgeordneter zum Nationalrat
- Scheucher-Pichler, Elisabeth (* 1954), österreichische Politikerin (ÖVP), Abgeordnete zum Nationalrat und Landtagsabgeordnete in KärntenElisabeth Scheucher-Pichler (* 1954)

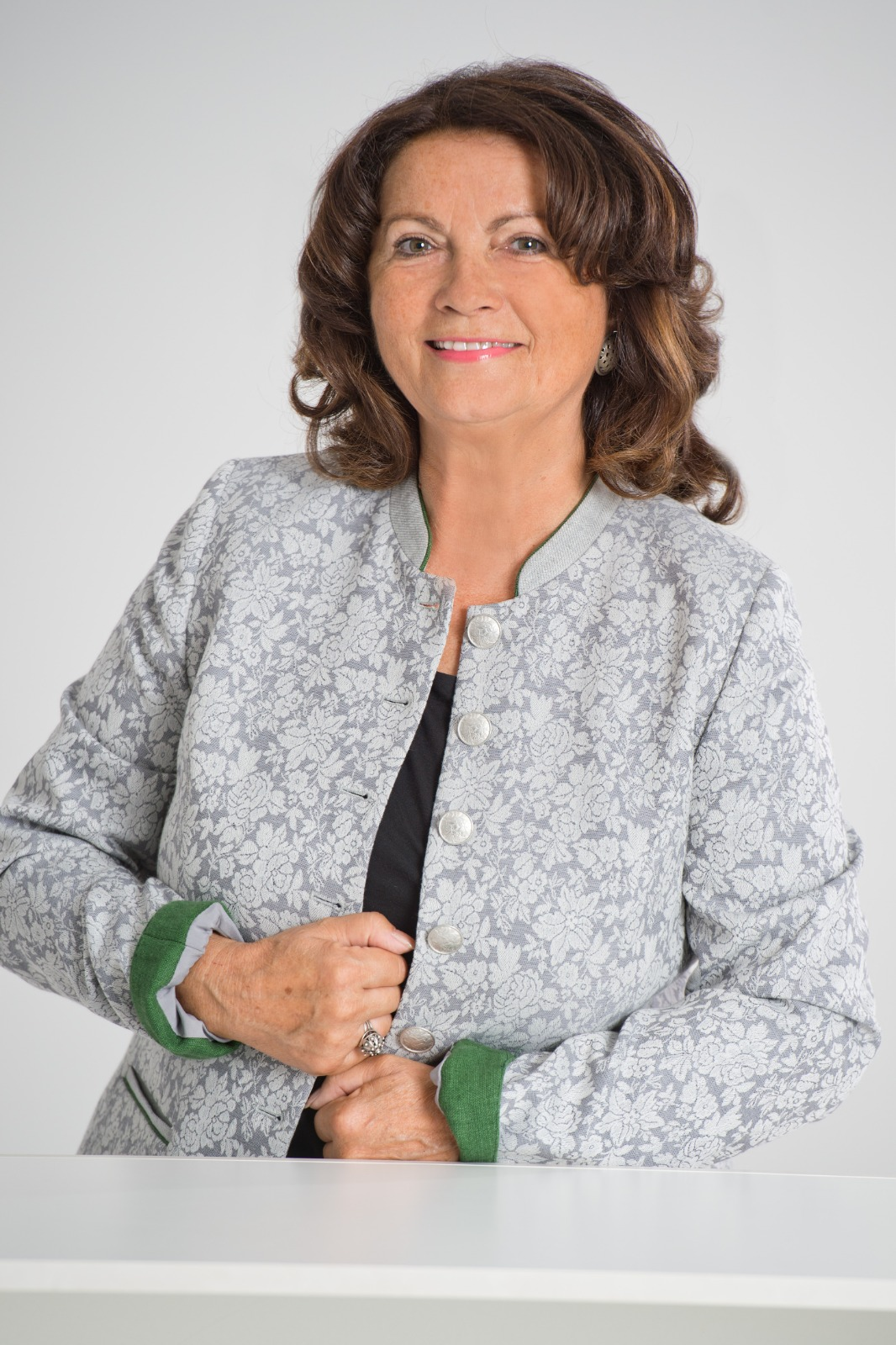
Elisabeth Scheucher-Pichler (* 1954)

- Scheuchler, Johann Friedrich († 1791), deutscher Beamter
- Scheuchzer, Friedrich (1828–1895), Schweizer Arzt, Redaktor und Politiker
- Scheuchzer, Johann Caspar (1702–1729), Schweizer Arzt, Naturforscher, Japankenner
- Scheuchzer, Johann Jakob (1672–1733), Schweizer Arzt und Naturforscher
- Scheuchzer, Johannes (1684–1738), Schweizer Arzt und Botaniker
- Scheuchzer, Wilhelm (1803–1866), Schweizer Landschaftsmaler

### Scheue
- Scheuenstuhl, Harry (* 1961), deutscher Politiker (SPD), Bürgermeister und MdL Bayern
- Scheuer, Alexander (* 1968), deutscher Rechtsanwalt
- Scheuer, Andreas (* 1974), deutscher Politiker (CSU), MdBAndreas Scheuer (* 1974)

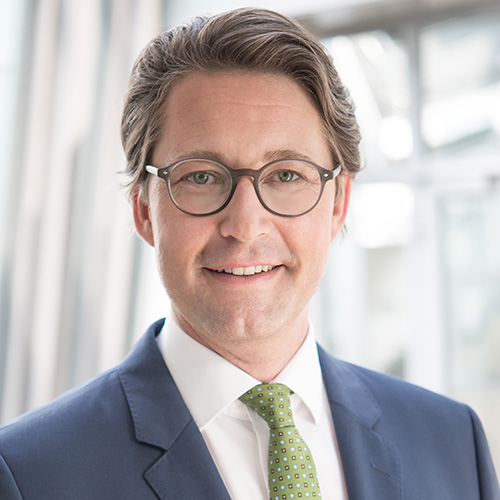
Andreas Scheuer (* 1974)

- Scheuer, Chris (* 1952), österreichischer Comiczeichner
- Scheuer, Florian (* 1980), deutscher Ökonom und Finanzwissenschaftler
- Scheuer, Friedrich G. (* 1936), deutscher Maler
- Scheuer, Georg (1915–1996), österreichischer Journalist und Publizist
- Scheuer, Gerhart (1935–2021), deutscher Politiker (CDU), MdL (Baden-Württemberg)
- Scheuer, Grete (1900–1988), österreichische Schriftstellerin
- Scheuer, Hans Jürgen (* 1964), deutscher Literaturwissenschaftler
- Scheuer, Helmut (* 1942), deutscher Germanist
- Scheuer, Herz (1753–1822), deutscher Rabbiner
- Scheuer, James H. (1920–2005), US-amerikanischer Politiker
- Scheuer, Jens (* 1978), deutscher Fußballspieler und -trainer
- Scheuer, Jim (* 1957), US-amerikanischer Musikpädagoge und Komponist
- Scheuer, Johann Nikolaus (* 1950), deutscher Richter
- Scheuer, Löb (1733–1821), Landesrabbiner des Herzogtums Jülich-Berg und des Großherzogtums Berg
- Scheuer, Louis (1872–1958), deutscher Handelsschullehrer, Autor, Theaterkritiker und Komponist
- Scheuer, Manfred (* 1955), österreichischer Theologe und Bischof von LinzManfred Scheuer (* 1955)

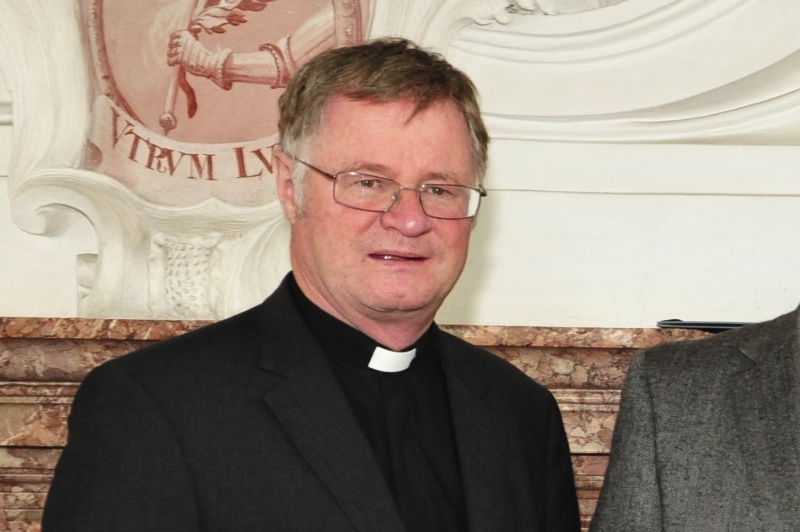
Manfred Scheuer (* 1955)

- Scheuer, Michael (* 1952), US-amerikanischer CIA-Mitarbeiter und Journalist
- Scheuer, Michel (1927–2015), deutscher Kanute
- Scheuer, Norbert (* 1951), deutscher Schriftsteller
- Scheuer, Oskar (* 1876), österreichischer Hautarzt und Studentenhistoriker
- Scheuer, Paul J. (1915–2003), deutscher Chemiker und Hochschullehrer
- Scheuer, Peter (1882–1944), saarländischer Politiker
- Scheuer, Peter (1930–2001), deutsch-britischer Radioastronom und Astrophysiker
- Scheuer, Sandra Lee (1949–1970), US-amerikanische Studentin, Opfer des Kent-State-Massakers
- Scheuer, Stephan, deutscher Journalist und Sachbuchautor
- Scheuer, Sven (* 1971), deutscher Fußballtorhüter
- Scheuer, Walter (1922–2004), US-amerikanischer Filmproduzent, Investmentmanager und Philanthrop
- Scheuer, Walter (1927–2012), österreichischer Schauspieler
- Scheuer, Winfried (* 1952), deutscher Designer und Professor
- Scheuer, Wolfgang (* 1935), deutscher Rechtsanwalt und Sportfunktionär
- Scheuer-Insel, Else (1894–1967), Friedensaktivistin und Feministin
- Scheuer-Larsen, Tine (* 1966), dänische Tennisspielerin
- Scheuer-Weyl, Christa (1941–2006), deutsch-österreichische Journalistin und Publizistin
- Scheuerbrandt, Jörg, deutscher Provinzialrömischer Archäologe und Museumsleiter
- Scheuerecker, Christoph (* 1963), deutscher Autor, Künstler, Bildhauer und Imker
- Scheuerecker, Hans (* 1951), deutscher Maler und Grafiker
- Scheuerer, Hans (* 1949), deutscher Fußballschiedsrichter und Verbandsfunktionär
- Scheuerer, Julius (1859–1913), deutscher Tiermaler
- Scheuerer, Otto (1862–1934), deutscher Tiermaler
- Scheuerl, Hans (1919–2004), deutscher Pädagoge und Professor der Erziehungswissenschaft
- Scheuerl, Walter (* 1961), deutscher Rechtsanwalt und Politiker (CDU, parteilos), MdHBWalter Scheuerl (* 1961)

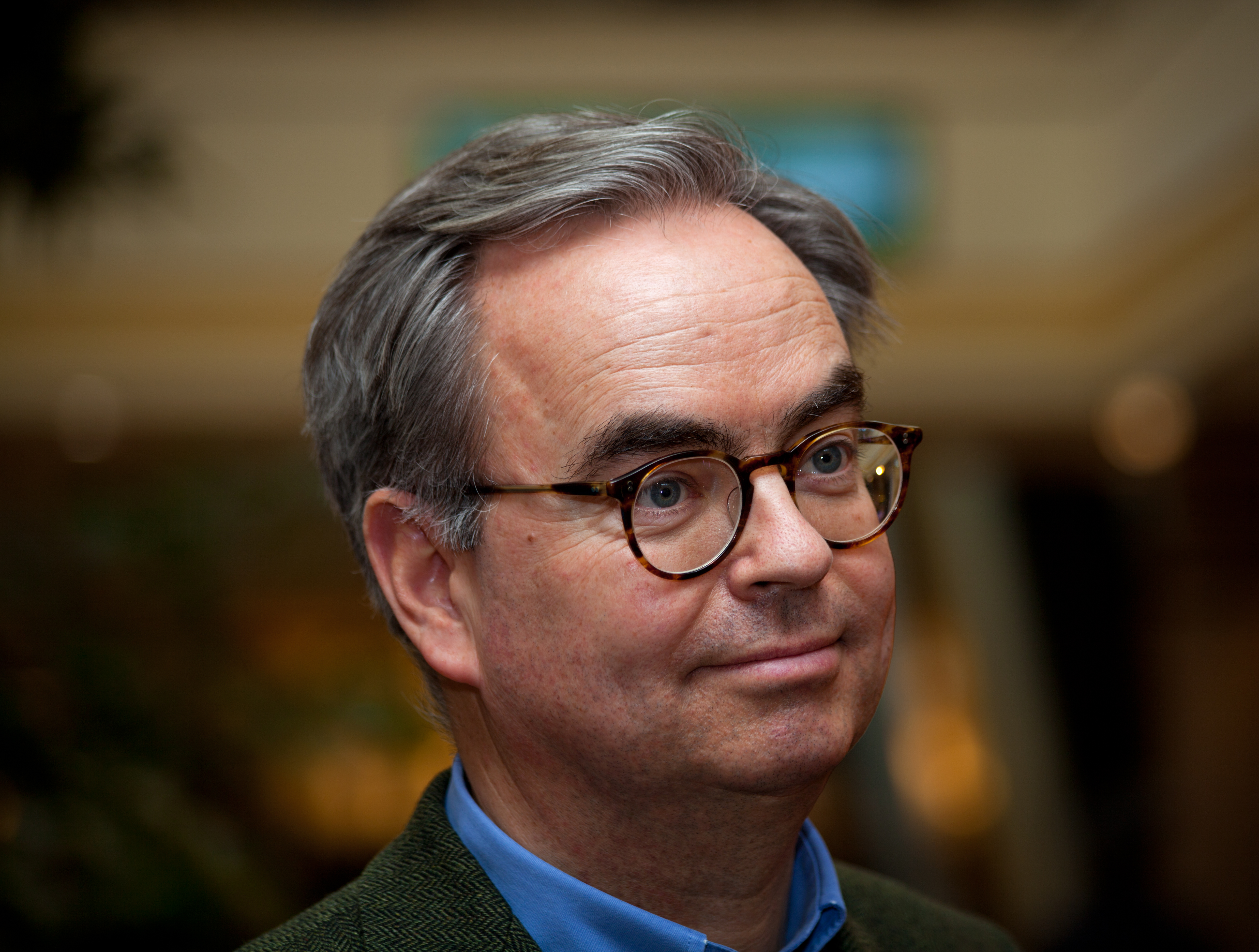
Walter Scheuerl (* 1961)

- Scheuerle, Achill (1878–1959), deutscher Kaufmann und Senator (Bayern)
- Scheuerle, Thomas (1944–2010), deutscher Kaufmann
- Scheuerle, Wilhelm (1911–1981), deutscher Jurist und Hochschullehrer
- Scheuerlein, Friedrich Wilhelm (1810–1895), königlich preußischer Generalmajor und zuletzt Dezernent für Armierung im Marineministerium
- Scheuerlein, Hans (1919–1981), deutscher Maschinenschlosser, Gewerkschafter und Politiker (SPD)
- Scheuerman, Michael, US-amerikanischer Filmproduzent
- Scheuerman, William E. (* 1965), US-amerikanischer Politikwissenschaftler und Professor für Politische Wissenschaft an der Indiana University Bloomington
- Scheuermann, Audomar (1908–2000), deutscher römisch-katholischer Priester, Kanonist und Professor für kanonisches Straf- und Prozessrecht
- Scheuermann, Barbara Josepha (* 1975), deutsche Kuratorin und Autorin
- Scheuermann, Björn, Informatiker und Hochschullehrer
- Scheuermann, Carl Georg (1803–1859), dänischer Landschaftsmaler
- Scheuermann, Elke (* 1963), deutsche Innenarchitektin, Bühnen- und Kostümbildnerin
- Scheuermann, Erich (1888–1957), deutscher Ingenieur und Offizier, zuletzt Generalingenieur der Luftwaffe im Zweiten Weltkrieg
- Scheuermann, Eugen (1856–1919), evangelisch-lutherischer Geistlicher, deutsch-baltischer Märtyrer
- Scheuermann, Flavius (1744–1828), deutscher Ordensgeistlicher (Franziskaner), Organist und Komponist
- Scheuermann, Fritz (* 1887), deutscher Jurist und erster Präsident der Reichsfilmkammer
- Scheuermann, Fritz (* 1968), deutscher Schauspieler und Kabarettist
- Scheuermann, Gerold (1929–2014), deutscher Heimatforscher
- Scheuermann, Holger Werfel (1877–1960), dänischer Orthopäde und Röntgenarzt
- Scheuermann, Horst (1921–2010), deutscher Brigadegeneral
- Scheuermann, Ingo (* 1969), deutscher Wirtschaftswissenschaftler, Hochschullehrer und Gastronomiekritiker
- Scheuermann, Jakob Samuel Johann (1770–1844), Schweizer Kupferstecher
- Scheuermann, Julia Virginia (1878–1942), deutsche Lyrikerin und Malerin, Übersetzerin und Autorin
- Scheuermann, Leif (* 1976), deutscher Althistoriker
- Scheuermann, Lilly (1945–2024), österreichische Tänzerin des klassischen Balletts
- Scheuermann, Ludwig (1859–1911), deutscher Maler
- Scheuermann, Mario (1948–2015), deutscher Journalist, Weinkritiker
- Scheuermann, Michael (* 1964), österreichischer Journalist und Kriminalschriftsteller
- Scheuermann, Richard (1876–1913), deutscher Radrennfahrer
- Scheuermann, Rudi (1929–2016), deutscher Bildhauer
- Scheuermann, Selig († 1935), deutscher jüdischer Lehrer und Chasan
- Scheuermann, Silke (* 1973), deutsche SchriftstellerinSilke Scheuermann (* 1973)

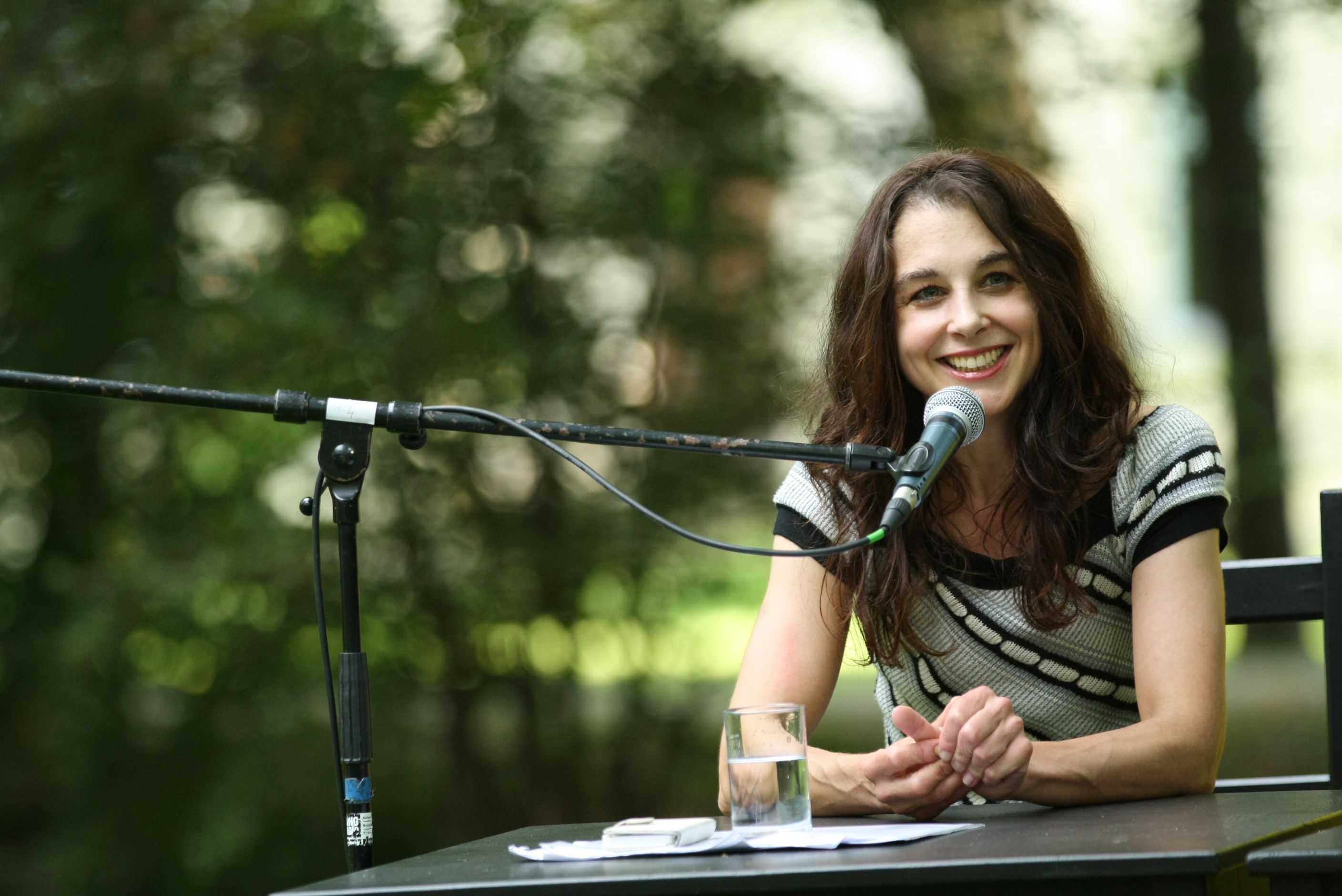
Silke Scheuermann (* 1973)

- Scheuermann, Ulrich (1937–2021), deutscher Philologe
- Scheuermann, Ulrike (* 1968), deutsche Psychologin und Autorin
- Scheuermann, Wilhelm (1879–1945), deutscher Journalist
- Scheuermann, Willi (* 1885), deutscher Illustrator
- Scheuermann, Winfried (* 1938), deutscher Politiker (CDU), MdL
- Scheuermeier, Paul (1888–1973), Schweizer Romanist und Dialektologe
- Scheuern, Ernst (1868–1953), deutscher Verwaltungsbeamter
- Scheuernstuhl, Hermann (1894–1982), deutscher Bildhauer
- Scheuernstuhl, Manuel (* 1999), deutscher Synchronsprecher
- Scheuerpflug, Andreas (* 1967), deutscher Beachvolleyballspieler
- Scheuerpflug, Felix (* 1964), deutsch-amerikanischer Konzertveranstalter, Künstlermanager, Autor und ehemaliger Schwimmer
- Scheuerpflug, Paul (1896–1945), deutscher Offizier, zuletzt Generalleutnant im Zweiten Weltkrieg

### Scheuf
- Scheufele, Dietram A. (* 1971), deutsch-amerikanischer Kommunikationswissenschaftler
- Scheufele, Erich (1928–2019), deutscher Fußballspieler
- Scheufele, Karl Michael (* 1957), deutscher Verwaltungsjurist und Ministerialbeamter
- Scheufele, Viktor (1905–1978), deutscher Jurist
- Scheufele-Osenberg, Margot (1913–2005), deutsche Schauspielerin und Atemtherapeutin
- Scheufelen, Adolf (1864–1941), deutscher Ingenieur und Unternehmer
- Scheufelen, Karl (1823–1902), deutscher Unternehmer
- Scheufelen, Karl-Erhard (1903–1992), deutscher Fabrikant
- Scheufelen, Klaus (1913–2008), deutscher Ingenieur, Unternehmer und Politiker (CDU)
- Scheufen, Walter (1881–1917), deutscher Bildhauer und Maler
- Scheuffgen, Franz Jakob (1842–1907), deutscher katholischer Priester, Pädagoge und Domherr im Bistum Trier
- Scheufler, Hans Fritz (1883–1952), deutscher Kommunalpolitiker
- Scheufler, Richard (* 1964), tschechischer Multiinstrumentalist, Solosänger, Komponist, Musikarrangeur, -pädagoge und -produzent

### Scheug
- Scheugenpflug, Paul (* 1998), deutscher Jazzmusiker (Saxophon, Komposition)
- Scheugl, Hans (* 1940), österreichischer Filmemacher und Autor

### Scheui
- Scheuing, Dieter H. (* 1941), deutscher Rechtswissenschaftler

### Scheul
- Scheule, Christoph (* 1961), deutscher Journalist und Medienberater
- Scheule, Rupert M. (* 1969), deutscher römisch-katholischer Theologe und Hochschullehrer

### Scheum
- Scheumann, Gerhard (1930–1998), deutscher Dokumentarfilmer der DDR
- Scheumann, Gertrud (1920–2014), deutsche Opernübersetzerin
- Scheumann, Hans (* 1939), deutscher Sportwissenschaftler, Hochschullehrer
- Scheumann, Karl-Hermann (1881–1964), deutscher Geologe und Mineraloge
- Scheumann, Markus (* 1968), deutscher Schauspieler, Hörspielsprecher und Hörfunkmoderator
- Scheumann, Steffen (* 1961), deutscher Schauspieler

### Scheun
- Scheunchen, Helmut (* 1945), deutscher Cellist und Musikwissenschaftler
- Scheuneman, Niels (* 1983), niederländischer Radrennfahrer
- Scheunemann, Bert (* 1954), niederländischer Radrennfahrer
- Scheunemann, Diana (* 1975), deutsch-schweizerische Mode- und Kunstfotografin
- Scheunemann, Egbert (* 1958), deutscher Politikwissenschaftler, Naturphilosoph und Buchautor
- Scheunemann, Frauke (* 1969), deutsche Juristin, Journalistin und Schriftstellerin
- Scheunemann, Gerald (* 1960), deutscher Fußballspieler
- Scheunemann, Henning, deutscher Arzt und Medizintheoretiker
- Scheunemann, Hermann (* 1940), deutscher Politiker (SPD), MdHB
- Scheunemann, Julian (* 1973), deutscher Schauspieler
- Scheunemann, Max (1881–1965), deutscher Pädagoge und Komponist
- Scheunemann, Paul (1882–1955), deutscher Ingenieur, Reichsbahnbeamter und Pionier des Autobahnbaus in Deutschland
- Scheunemann, Peter (1870–1937), deutscher Offizier und Verwaltungsbeamter in Kamerun
- Scheunemann, Reinhard (* 1950), deutscher Schauspieler und Synchronsprecher
- Scheunemann, Tom (* 1968), deutscher Sportreporter und Medien-UnternehmerTom Scheunemann (* 1968)

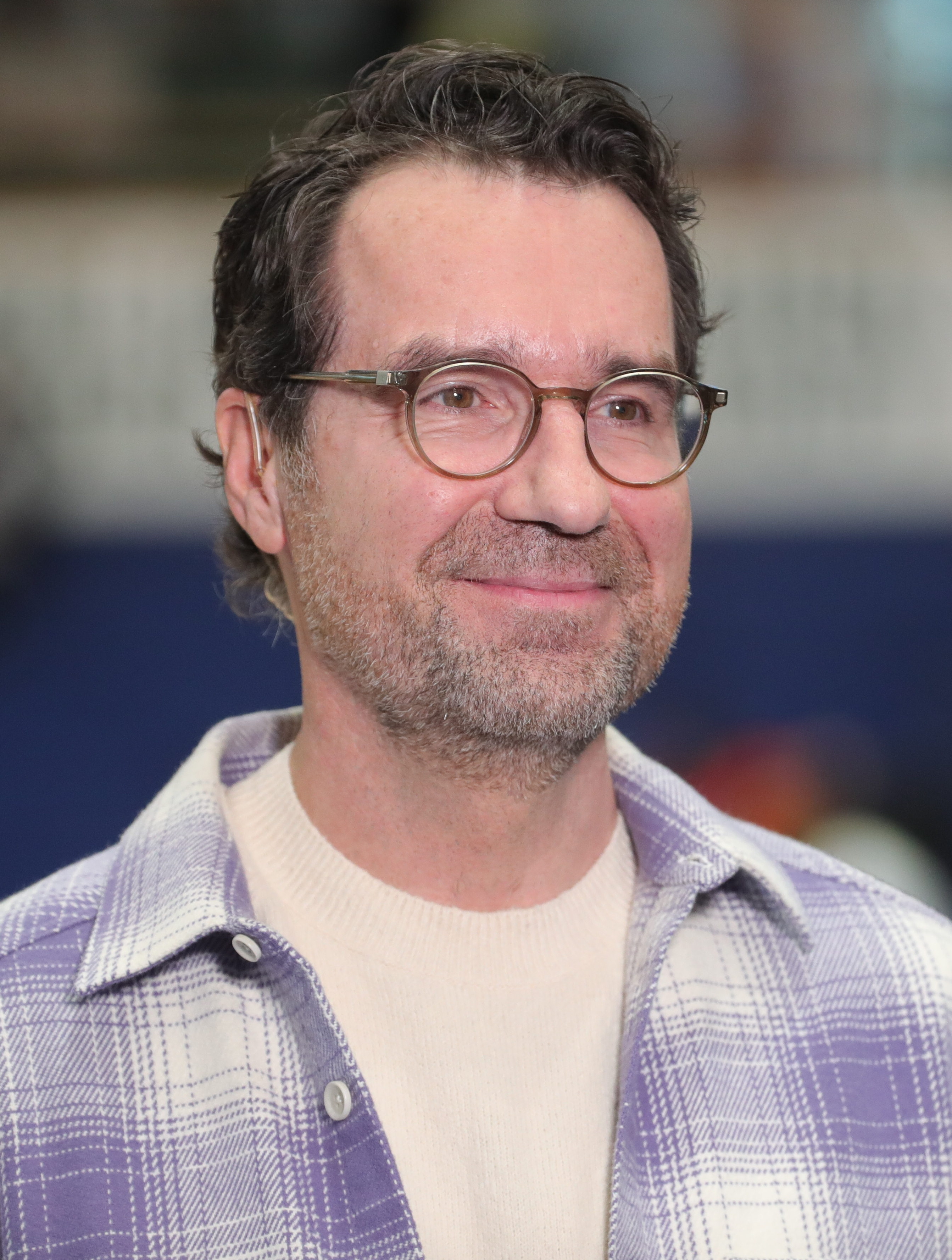
Tom Scheunemann (* 1968)

- Scheunemann, Wolfgang (1933–1948), deutscher Schüler, Opfer der Volkspolizei
- Scheuner, Harry (1935–2025), deutscher Grafik-Designer
- Scheuner, Karl (1857–1934), deutscher Verwaltungsjurist und Regierungsvizepräsident in Trier, Breslau und Münster
- Scheuner, Oliver (* 1985), Schweizer Handballspieler
- Scheuner, Remo (* 1996), Schweizer Unihockeyspieler
- Scheuner, Ulrich (1903–1981), deutscher Staats- und Staatskirchenrechtler
- Scheunert, Arthur (1879–1957), deutscher Veterinär
- Scheunert, Gerhart (1906–1994), deutscher Psychoanalytiker und Hochschullehrer
- Scheungraber, Josef (1918–2015), deutscher Offizier, Unternehmer, Kriegsverbrecher
- Scheunpflug, Annette (* 1963), deutsche Pädagogin und Hochschullehrerin

### Scheup
- Scheupl, Siegmund (1893–1970), deutscher Widerstandskämpfer und Kommunalpolitiker
- Scheuplein, Josef (1916–1998), deutscher Maler, Graphiker und Kunsterzieher

### Scheur
- Scheurell, Frank (* 1962), deutscher Politiker (CDU), MdL
- Scheurell, Klaus (1941–2016), deutscher Fußballschiedsrichter
- Scheurell, Volker (* 1967), deutscher Politiker (AfD), MdB
- Scheurell, Wolf-Dieter (1944–2017), deutscher Politiker (SPD), MdHB
- Scheuren, Aegidius Johann Peter Joseph (1774–1844), deutscher Porträt- und Landschafts-Maler
- Scheuren, Caspar (1810–1887), deutscher Maler und Illustrator
- Scheuren, Josef (1898–1972), deutscher Politiker (SPD), MdB
- Scheuren, Karsten (* 1970), deutscher Dokumentarfilmer
- Scheurenberg, Joseph (1846–1914), deutscher Porträt-, Genre- und Historienmaler
- Scheurer, Alex (* 1974), österreichischer Fernseh- und Hörfunkmoderator
- Scheurer, Alfred (1840–1921), Schweizer Politiker
- Scheurer, Armin (1917–1990), schweizerischer Leichtathlet, Leichtathletiktrainer, Fußballspieler- und trainer
- Scheurer, Christoph (* 1956), deutscher Politiker (CDU), Landrat
- Scheurer, Eva (* 1958), Schweizer Schauspielerin
- Scheurer, Karl (1872–1929), Schweizer Politiker (FDP)
- Scheurer, Kaspar (1703–1759), deutscher Augustinerpater und katholischer Theologe
- Scheurer, Michael (* 1975), deutscher Bahnradsportler
- Scheurer, Rémy (* 1934), Schweizer Politiker
- Scheurer, Rudolf (1925–2015), Schweizer Fußballspieler, -schiedsrichter und Politiker
- Scheurer, Rudolf (1931–2020), deutscher Bildhauer
- Scheurer, Uwe (1933–2005), deutscher Fußballspieler
- Scheurer, Werner (* 1941), deutscher Lehrer und Verfasser von Kunstführern
- Scheurer-Kestner, Auguste (1833–1899), französischer Chemiker, Industrieller und Politiker
- Scheurich, Annette (* 1954), deutsche Dokumentarfilmerin und Produzentin
- Scheurich, Klaus (* 1951), deutscher Dokumentarfilmer, Kameramann und Produzent
- Scheurich, Paul (1883–1945), deutscher Maler, Grafiker, Gebrauchsgrafiker und Kleinplastiker
- Scheurich, Sarah (* 1993), deutsche Boxerin
- Scheurig, Bodo (1928–2008), deutscher Historiker und Biograf
- Scheuring, Christoph (* 1957), deutscher Journalist
- Scheuring, Elisabeth (1897–1971), deutsche Mundartdichtertin
- Scheuring, Hanna (* 1965), Schweizer Schauspielerin und Theaterleiterin
- Scheuring, Jakob (1912–2001), deutscher Leichtathlet
- Scheuring, Matthias (1957–2020), deutscher Schauspieler
- Scheuring, Olaf (1953–2009), deutscher Autor, Regisseur und Schauspieler
- Scheuring, Paul (* 1968), US-amerikanischer Drehbuchautor, Regisseur und Executive Producer
- Scheuring, Thomas (* 1981), deutscher Fußballspieler
- Scheuring, Wolfgang (* 1953), deutscher Fußballspieler
- Scheuring-Wielgus, Joanna (* 1972), polnische Politikerin und Soziologin
- Scheuringer, Hermann (* 1957), österreichischer Germanist und Unternehmer
- Scheuritzel, Anton (1874–1954), deutscher Maler und Grafiker
- Scheuritzel, Bettina (* 1968), deutsche Schauspielerin und Hörspielsprecherin
- Scheuritzel, Sammy (* 1998), deutscher Schauspieler
- Scheurl von Defersdorf in Heuchling, Christoph (1666–1740), deutscher Jurist, Nürnberger Ratskonsulent und Rat des Fürsten zu Schwarzenberg
- Scheurl von Defersdorf, Mechthild Roswitha (* 1952), deutsche Sprachwissenschaftlerin und Buchautorin
- Scheurl, Adolf von (1811–1893), deutscher Kirchenrechtler
- Scheurl, Christoph (1481–1542), deutscher Jurist, Diplomat und Humanist
- Scheurl, Eberhard Freiherr von (1873–1952), deutscher Rechtswissenschaftler und Hochschullehrer
- Scheurl, Heinrich Julius (1600–1651), deutscher Moralphilosoph
- Scheurl, Isidor (* 1986), deutscher Biathlet und Biathlontrainer
- Scheurl, Lorenz (1558–1613), deutscher lutherischer Geistlicher, Theologe und Hochschullehrer
- Scheurle, Albert Alois (1898–1978), deutscher Historiker und Archivar
- Scheurle, Corinna (* 1991), deutsche Mezzosopranistin
- Scheurle, Florian (* 1960), deutscher Ministerialbeamter
- Scheurle, Klaus-Dieter (* 1954), deutscher Jurist und Vorsitzender des Aufsichtsrates des Flughafens Köln/BonnKlaus-Dieter Scheurle (* 1954)

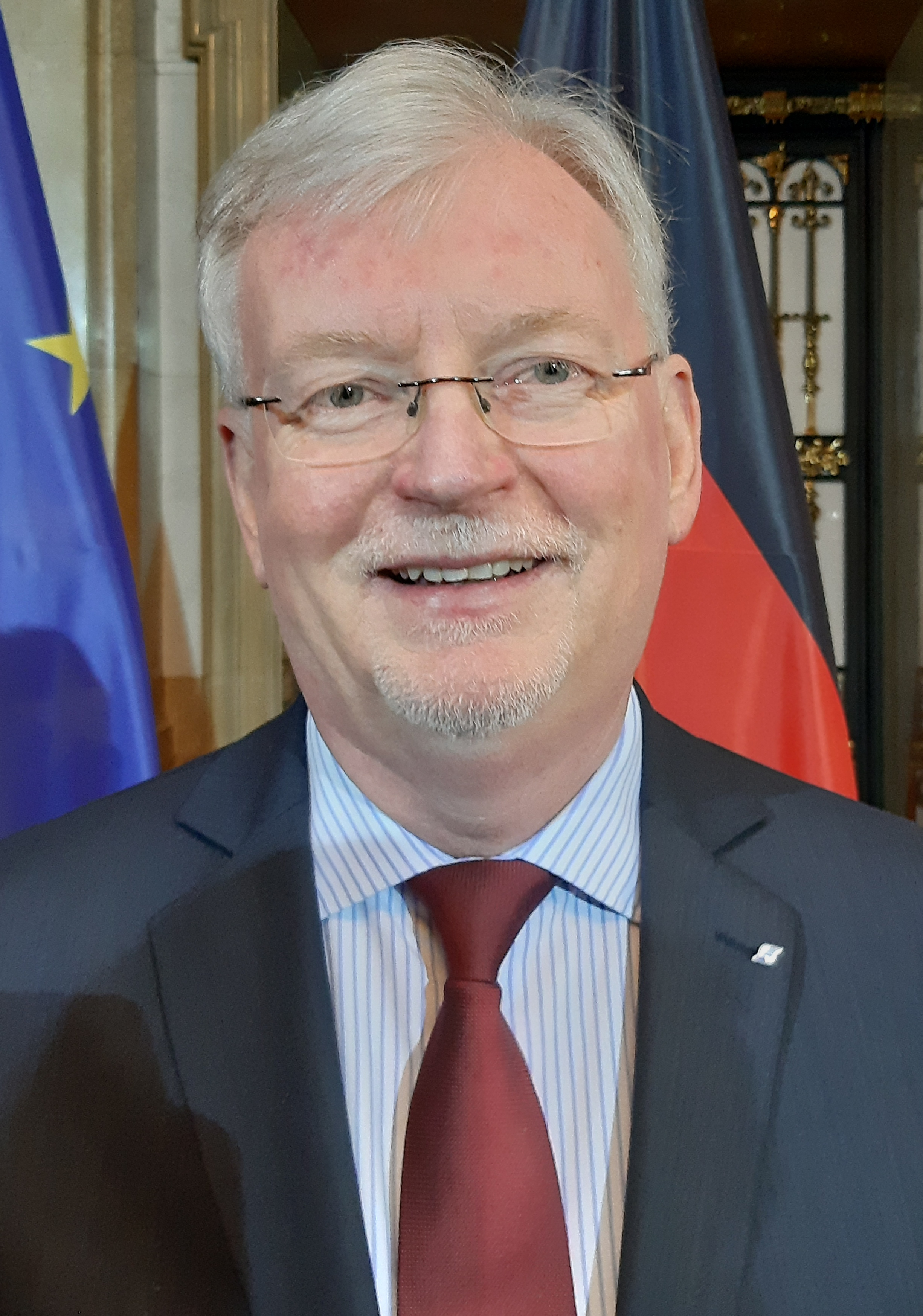
Klaus-Dieter Scheurle (* 1954)

- Scheurle, Walter (* 1952), deutscher Manager, Mitglied des Vorstands der Deutschen Post
- Scheurleer, Gerard (1886–1948), niederländischer Tennisspieler
- Scheurleer-Maler, griechischer Vasenmaler des rotfigurigen Stils
- Scheurlen, Ernst (1894–1945), deutscher Marineoffizier, zuletzt Konteradmiral im Zweiten Weltkrieg
- Scheurlen, Hans (* 1973), deutscher Pädagoge, Illustrator und Schulbuchautor
- Scheurlen, Heinz (1895–1971), deutscher Offizier, zuletzt Generalleutnant im Zweiten Weltkrieg
- Scheurlen, Karl (1888–1945), deutscher Jurist, Richter und Reichsgerichtsrat
- Scheurlen, Karl von (1798–1850), Rechtswissenschaftler, Hochschullehrer und Politiker
- Scheurlen, Karl von (1824–1872), württembergischer Jurist und Innenminister
- Scheurlen, Paul Gerhardt Scheurlen (1923–2015), deutscher Mediziner und Hochschullehrer
- Scheurlen, Richard (1890–1969), deutscher Maler, Grafiker und U-Boot-Kommandant
- Scheurlen, Rosemarie (1925–2023), deutsche Politikerin (FDP), saarländische Ministerin für Arbeit, Gesundheit und Sozialordnung
- Scheurlin, Georg (1802–1872), deutscher Schriftsteller
- Scheurmann, Agnes Susanne (1881–1974), deutsche Malerin und Grafikerin
- Scheurmann, Erich (1878–1957), deutscher Schriftsteller, Maler, Puppenspieler und Prediger
- Scheurmann, Franz (1892–1964), deutscher Staatswissenschaftler
- Scheurmann, Ingrid (* 1954), deutsche Denkmalpflegerin und Historikerin
- Scheurmann, Werner (* 1909), Schweizer Feldhandballspieler

### Scheus
- Scheuschner, Lene (* 1996), deutsche Volleyballspielerin
- Scheuß, Christian (* 1966), deutscher Autor und Journalist
- Scheuß, Patrick (* 1972), deutscher Jurist, Richter am Bundesgerichtshof
- Scheuss, Ralph (* 1956), Schweizer Wettbewerbsstratege, Unternehmensberater und Buchautor
- Scheuss, Urs (* 1975), Schweizer Politiker (Grüne)

### Scheut
- Scheuten, Heinrich (1866–1948), deutscher Opernsänger (Tenor)
- Scheuthauer, Gustav (1832–1894), ungarischer Mediziner
- Scheutschyk, Tazzjana (* 1969), belarussische Hochspringerin
- Scheutz, Edvard (1821–1881), schwedischer Rechenmaschinenkonstrukteur
- Scheutz, Georg (1785–1873), schwedischer Erfinder
- Scheutz, Martin (* 1967), österreichischer Historiker

### Scheuz
- Scheuzger, Eddy (* 1957), Schweizer Schauspieler